# Isabelle von Stauffenberg

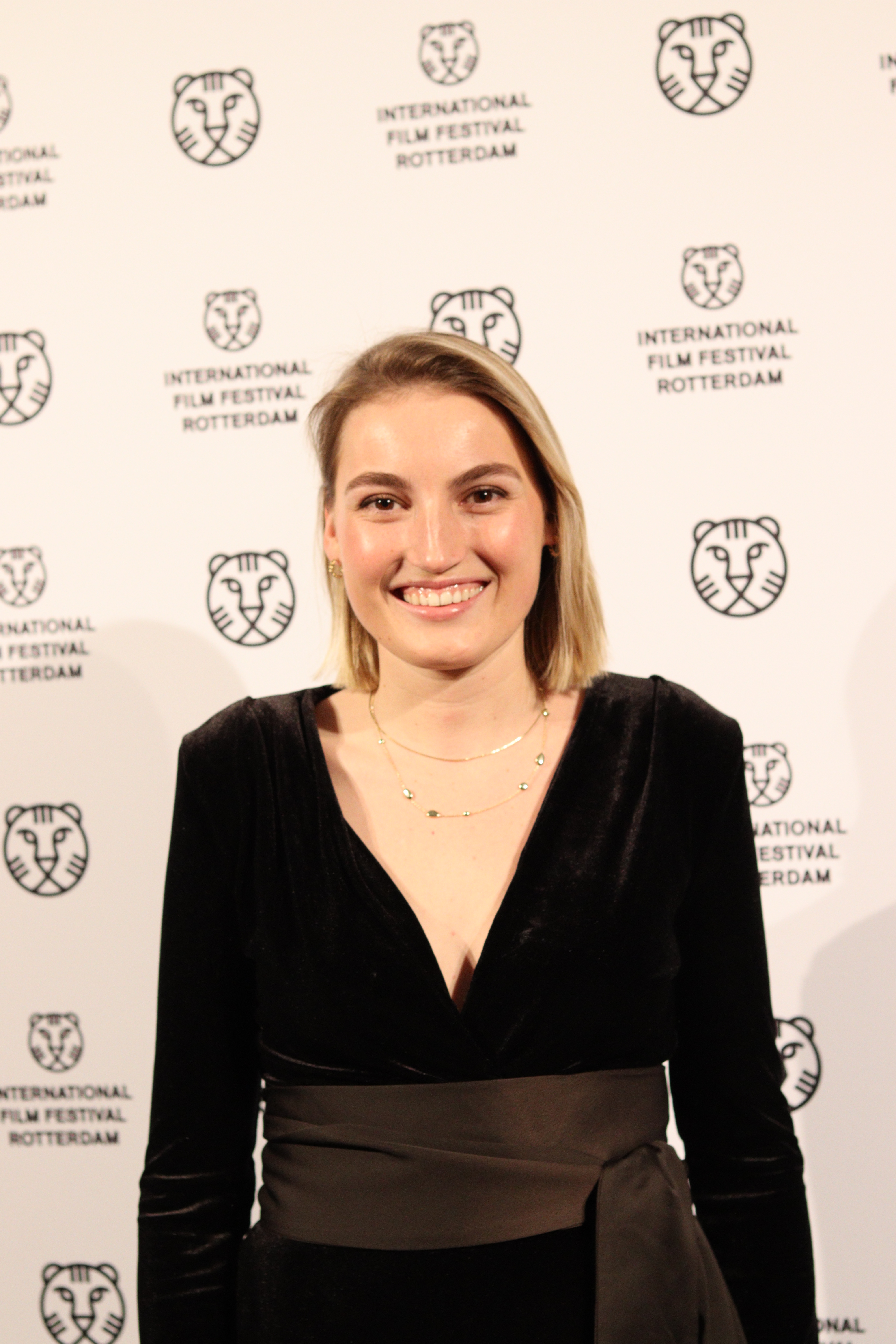
Isabelle von Stauffenberg auf dem International Film Festival Rotterdam 2023

Isabelle von Stauffenberg (* 1996 in Schongau) ist eine deutsche Schauspielerin.

## Leben
Isabelle von Stauffenberg wurde 1996 in der Nähe von München geboren und wuchs dort auf. Im Jahr 2015 absolvierte sie ihr Abitur und schloss im folgenden Jahr eine duale Ausbildung zur Maßschneidergesellin ab. Von 2017 bis 2021 absolvierte sie ihre Schauspielausbildung an der Zürcher Hochschule der Künste. 
Während ihres Studiums spielte sie unter anderem am Schauspielhaus Zürich, am Theater der Jugend in Wien und am Theater Lindenhof.
2023 spielte sie in Letzter Abend von Lukas Nathrath die Backpackerin Valerie. Der Film feierte seine Weltpremiere beim Internationalen Film Festival Rotterdam, wo er als einziger deutscher Beitrag in der Tiger Competition gezeigt wurde, und gewann den Max-Ophüls-Preis für die beste Regie.
Von Stauffenberg lebt in Zürich und München und absolviert den Master Schauspiel an der ZhDK.

## Filmografie
(Quelle: )
- 2024 ARD/Sky | „Babylon Berlin“ | R: Tom Tykwer (TV-Serie)
- 2024 ZDF | „Eine Bessere Welt“ | R: Sebastian Hilger (Spielfilm)
- 2024 RTL + | „Euphorie“ | R: Antonia-Leyla Schmidt (Serie)
- 2024 ZDF/ORF | „Die Toten vom Bodensee“ | R: Michael Schneider (TV-Filmreihe)
- 2023 ZDF | „Aktenzeichen XY - Untergrund Trio“ | R: Christoph Klünker
- 2023 Klinkerfilm Production | „Letzter Abend“ | R: Lukas Nathrath (Kinofilm)
- 2022 Motorfilm | „Bernadette will töten“ | R: Robert Herzl, Oliver Paulus (Spielfilm)
- 2023 ZDF | „Aktenzeichen XY - Mord an Karneval“ | R: Thomas Pauli
- 2020 ZHdK Produktion | „Das Leben der Agnes H.“ | R: Kristian Eckstein (Kurzfilm)
- 2018 ZHdK Produktion | „Ridrov“ | R: Jasper Engelhardt / Leah Gygli (Kurzfilm)
- 2017 HFF München | „Mission 01“ | R: Alexander Bergmann (Kurzfilm)